# آلمیدا جونیور
خوزه فراز د آلمیدا جونیور (به پرتغالی: José Ferraz de Almeida Júnior) نقاش سبک واقع‌گرایی اهل برزیل بود.

## نگارخانه

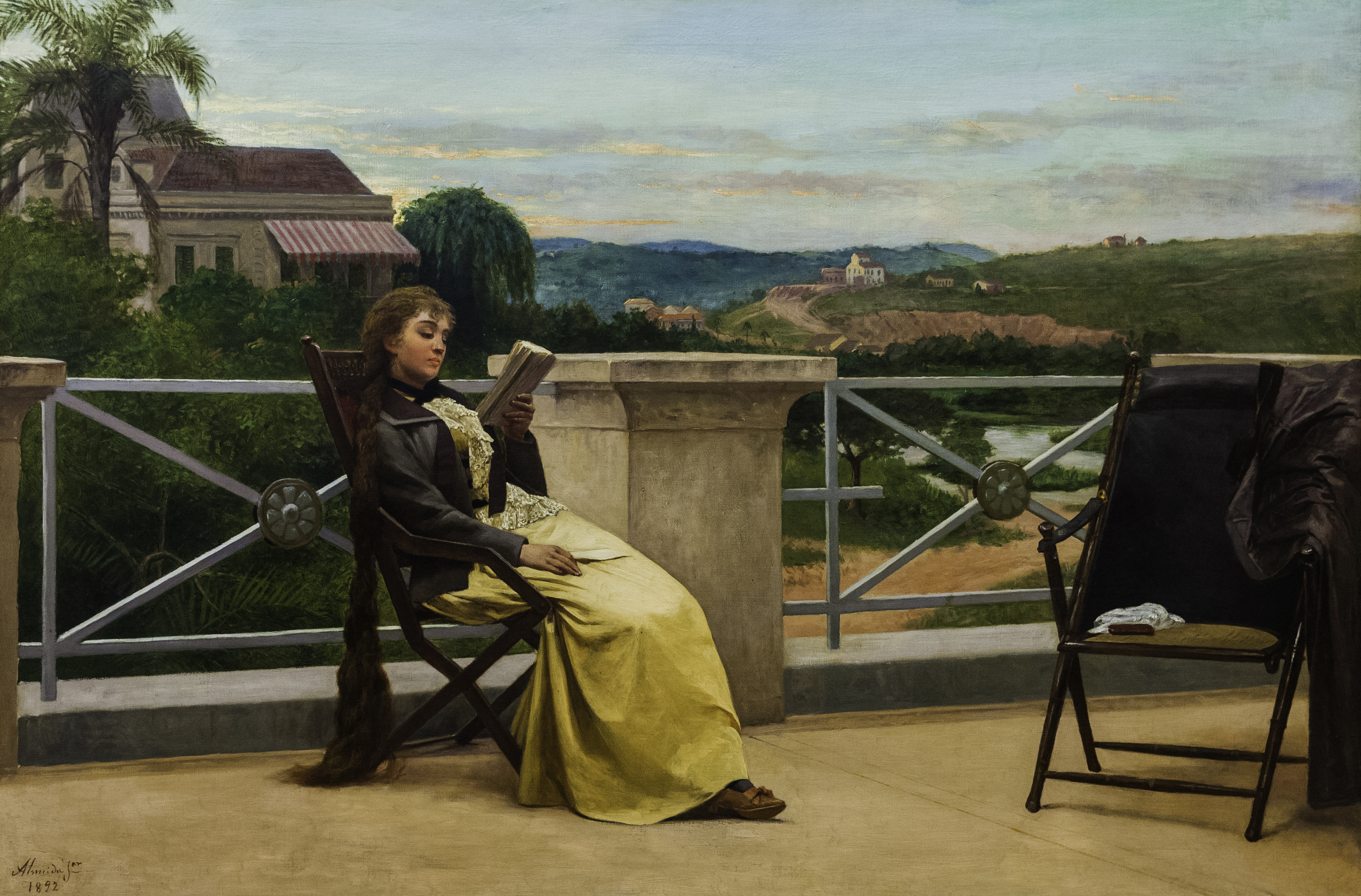
مطالعه ۱۹۸۲ م. پیناکوتکای سائو پائولو

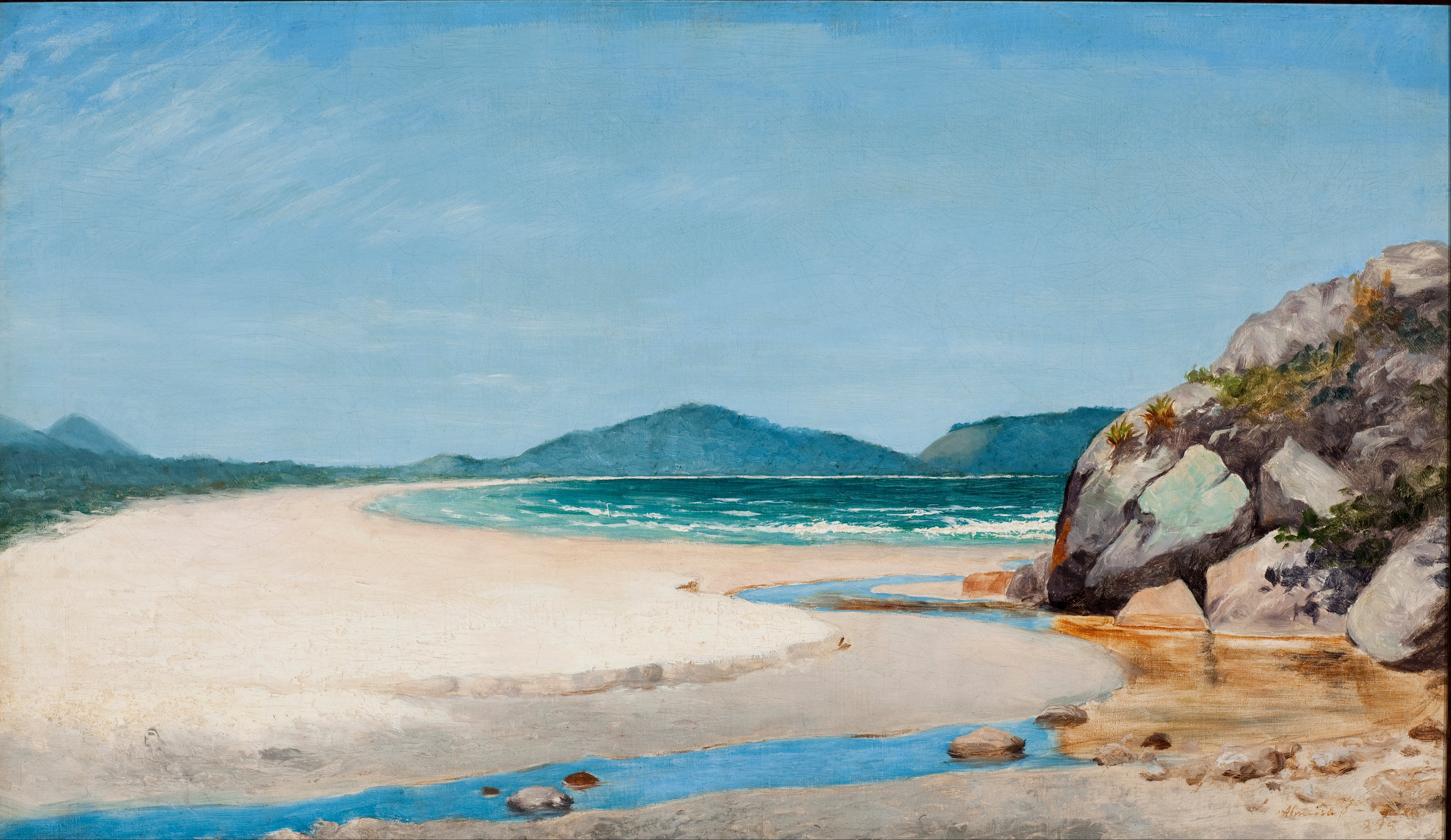

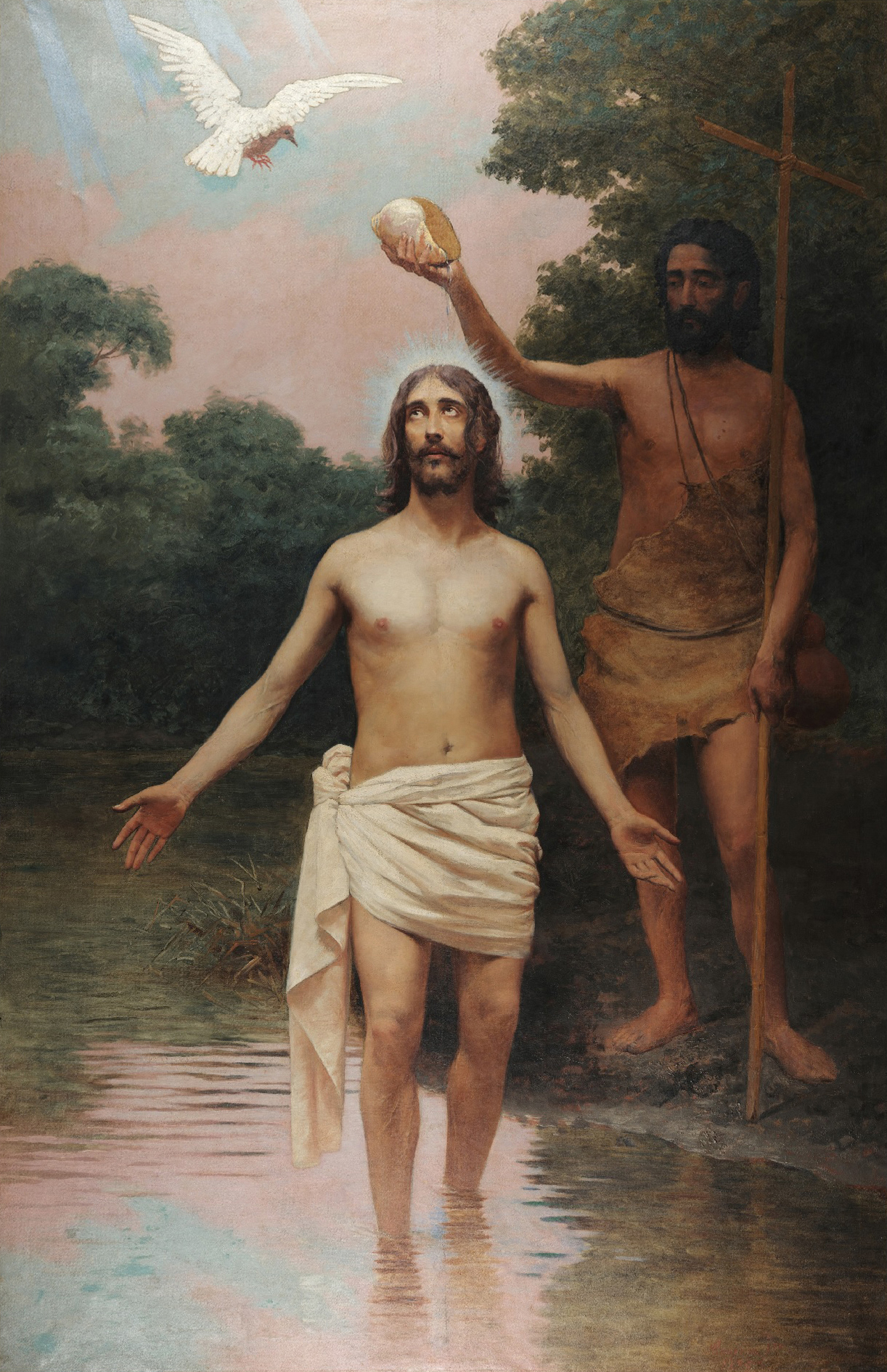
غسل تعمید مسیح ۱۸۹۵ م. موزهٔ پیناکوتکای سائو پائولو
سوداد ۱۸۹۹ م. موزهٔ پیناکوتکای سائو پائولو
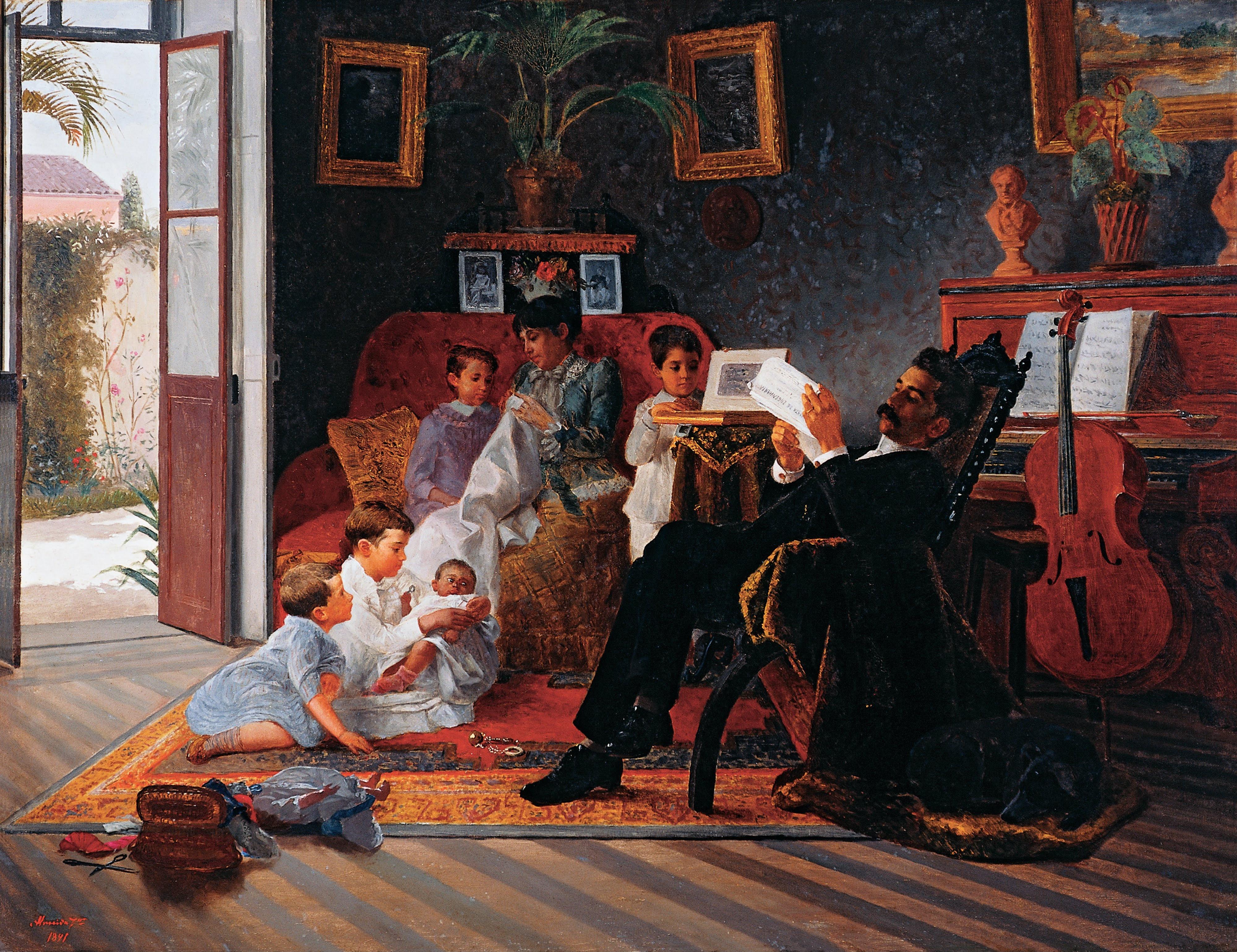
نگاهی به خانوادهٔ آدولفو پینتو
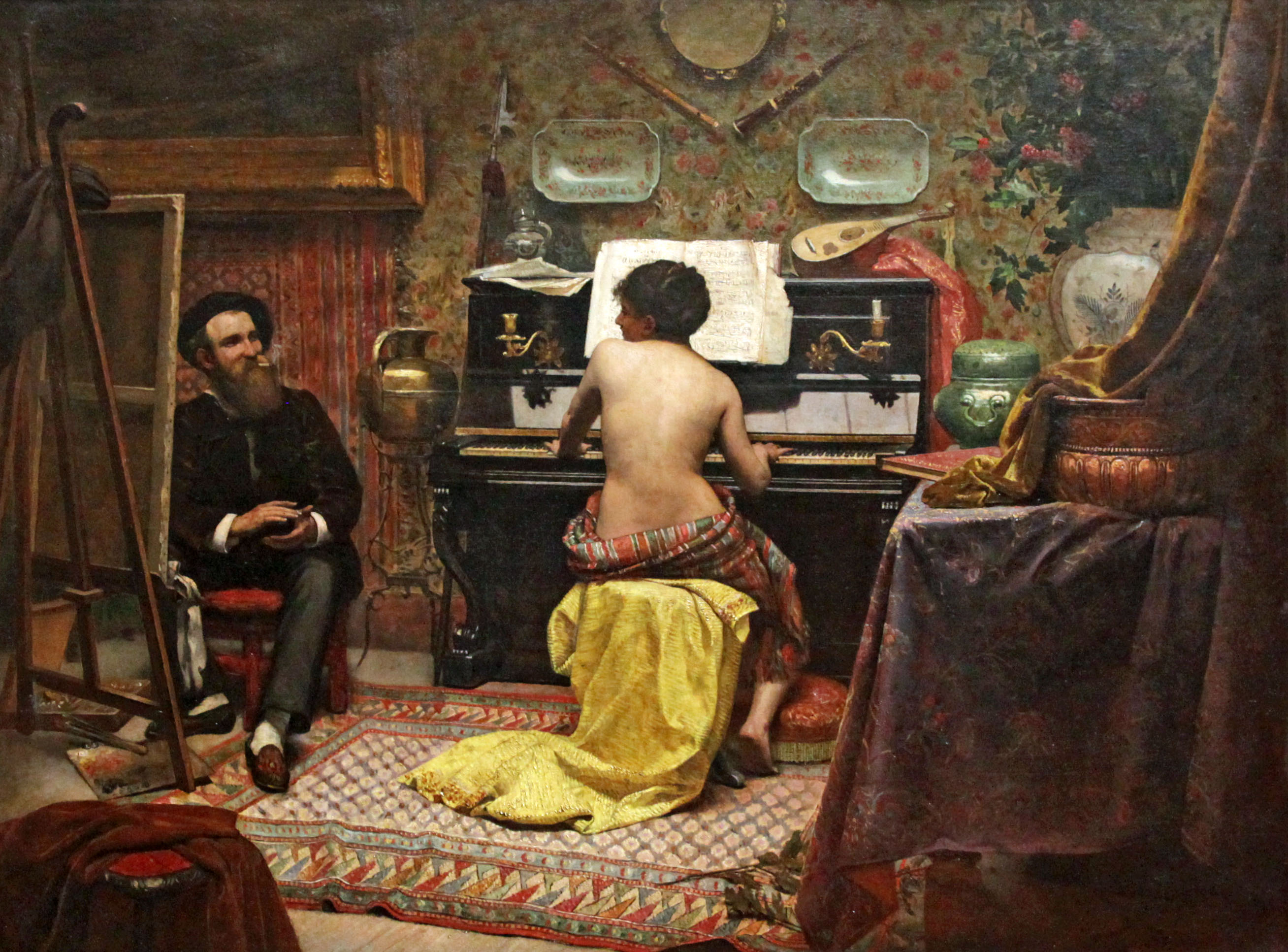
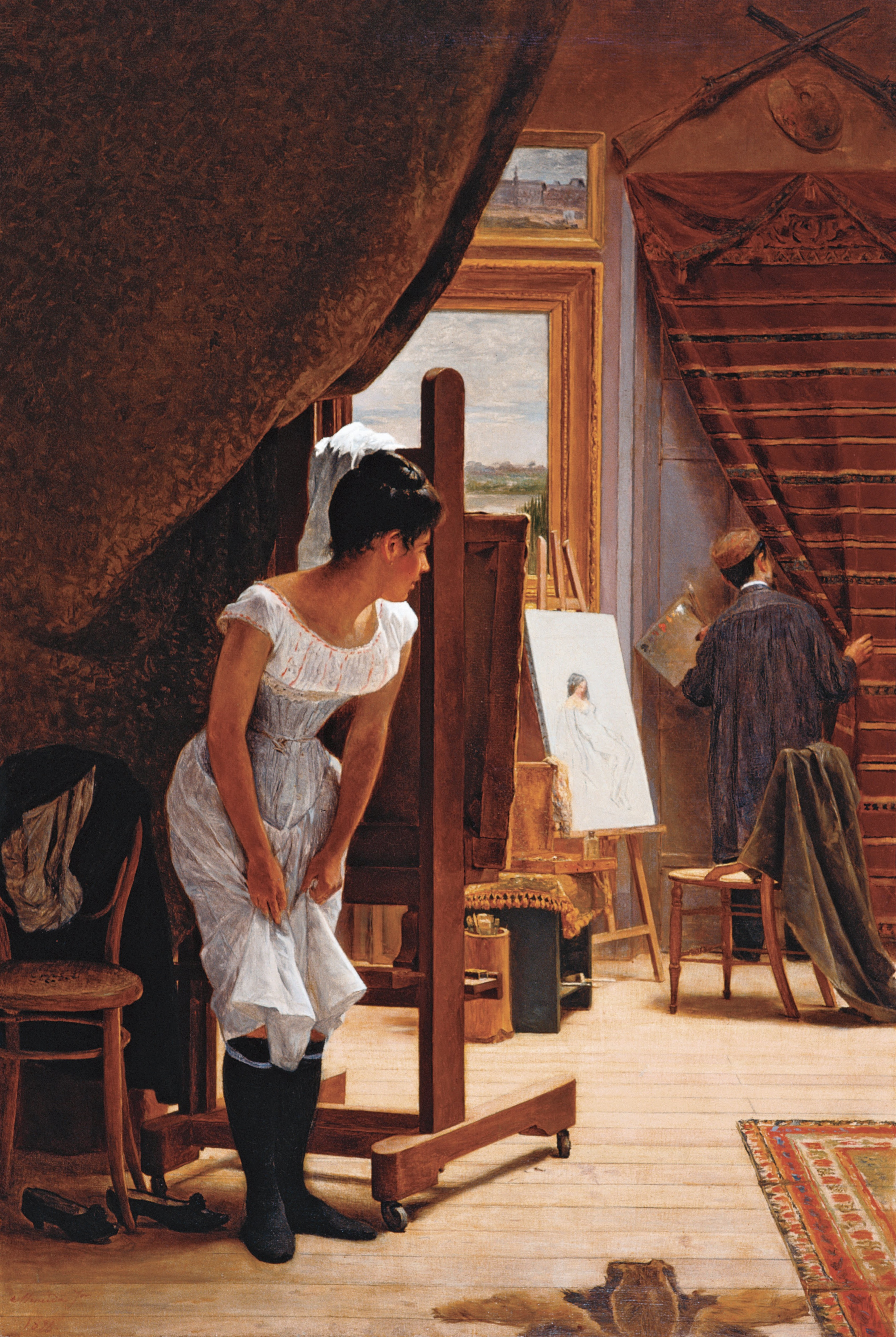
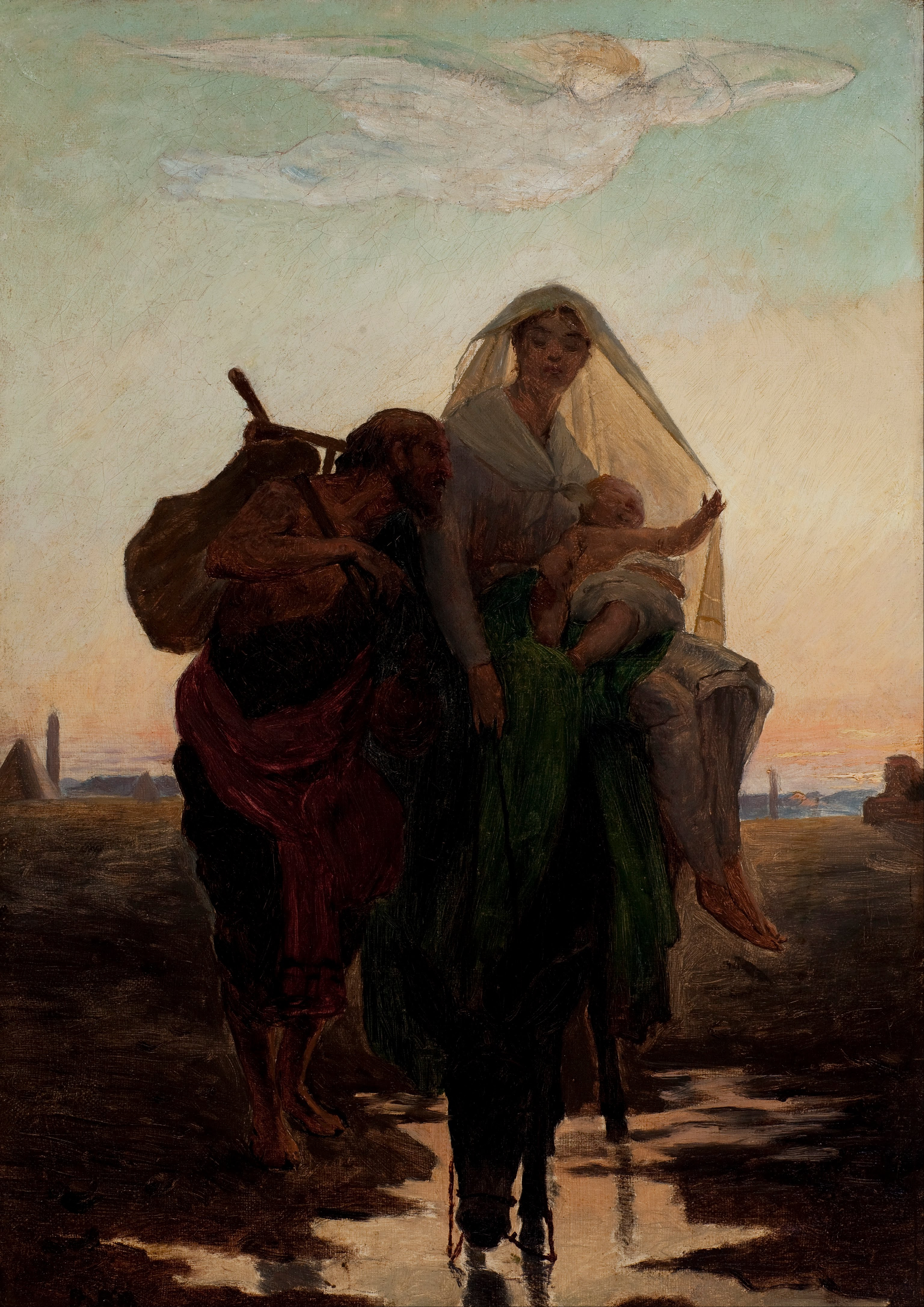
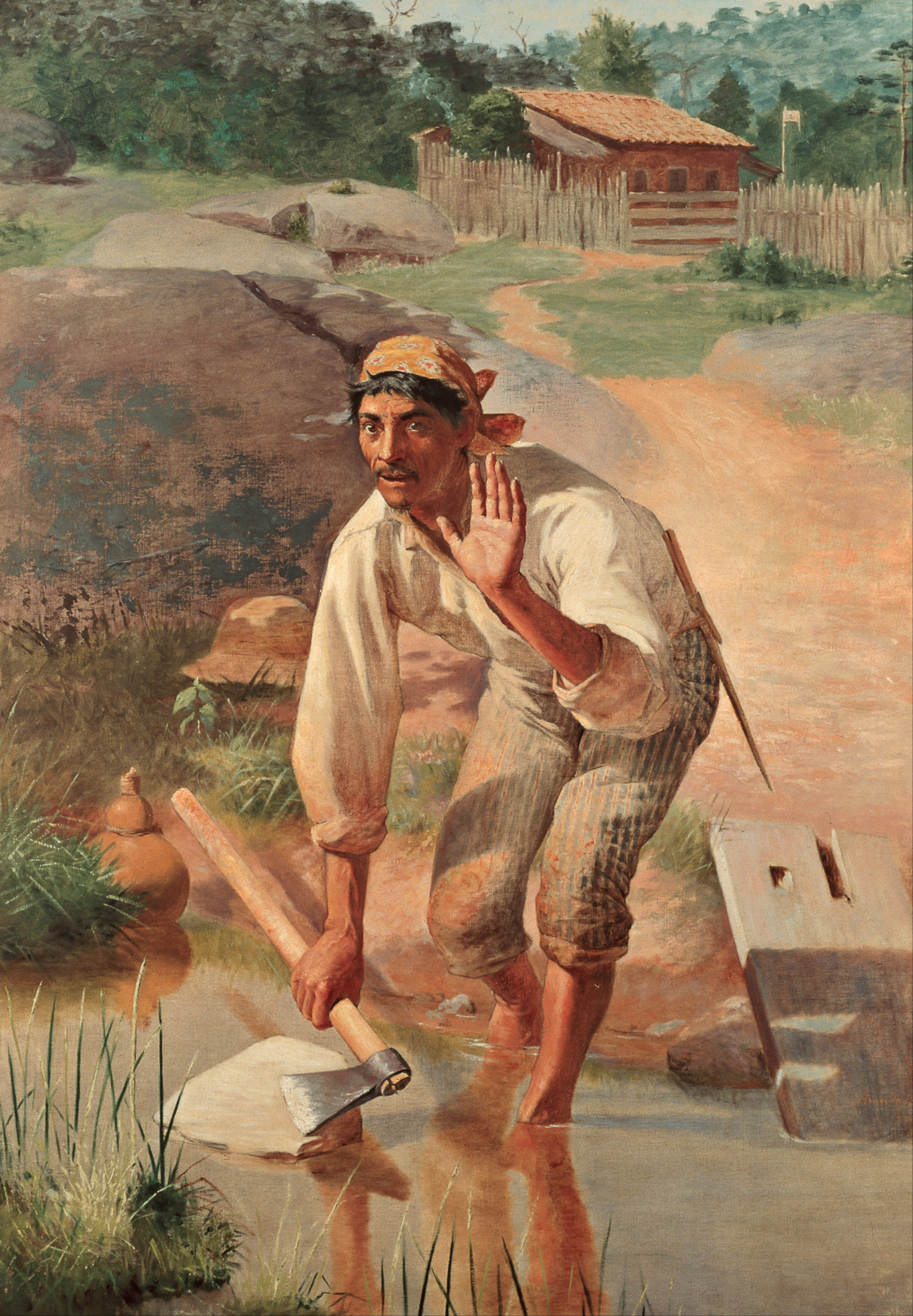
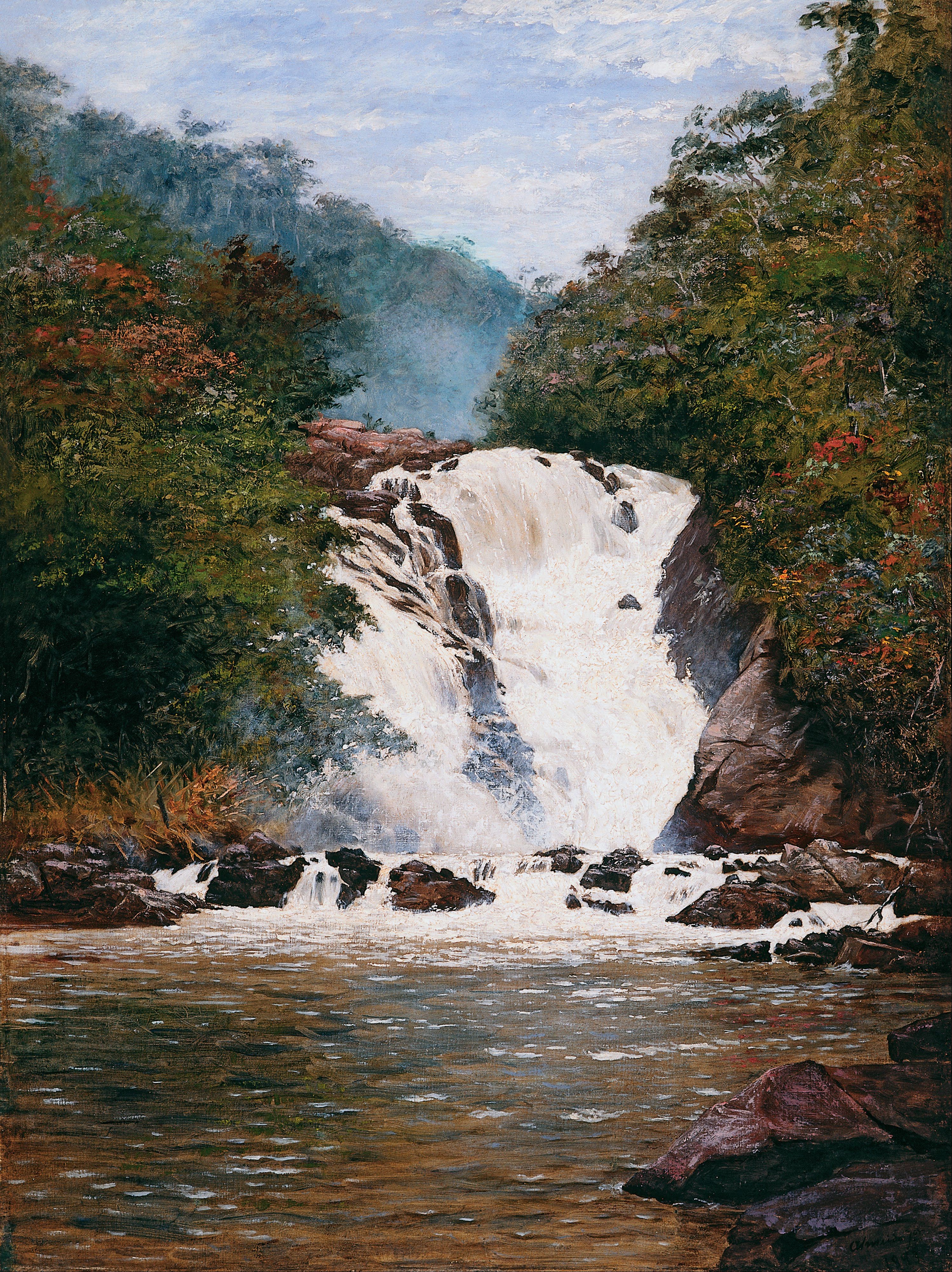
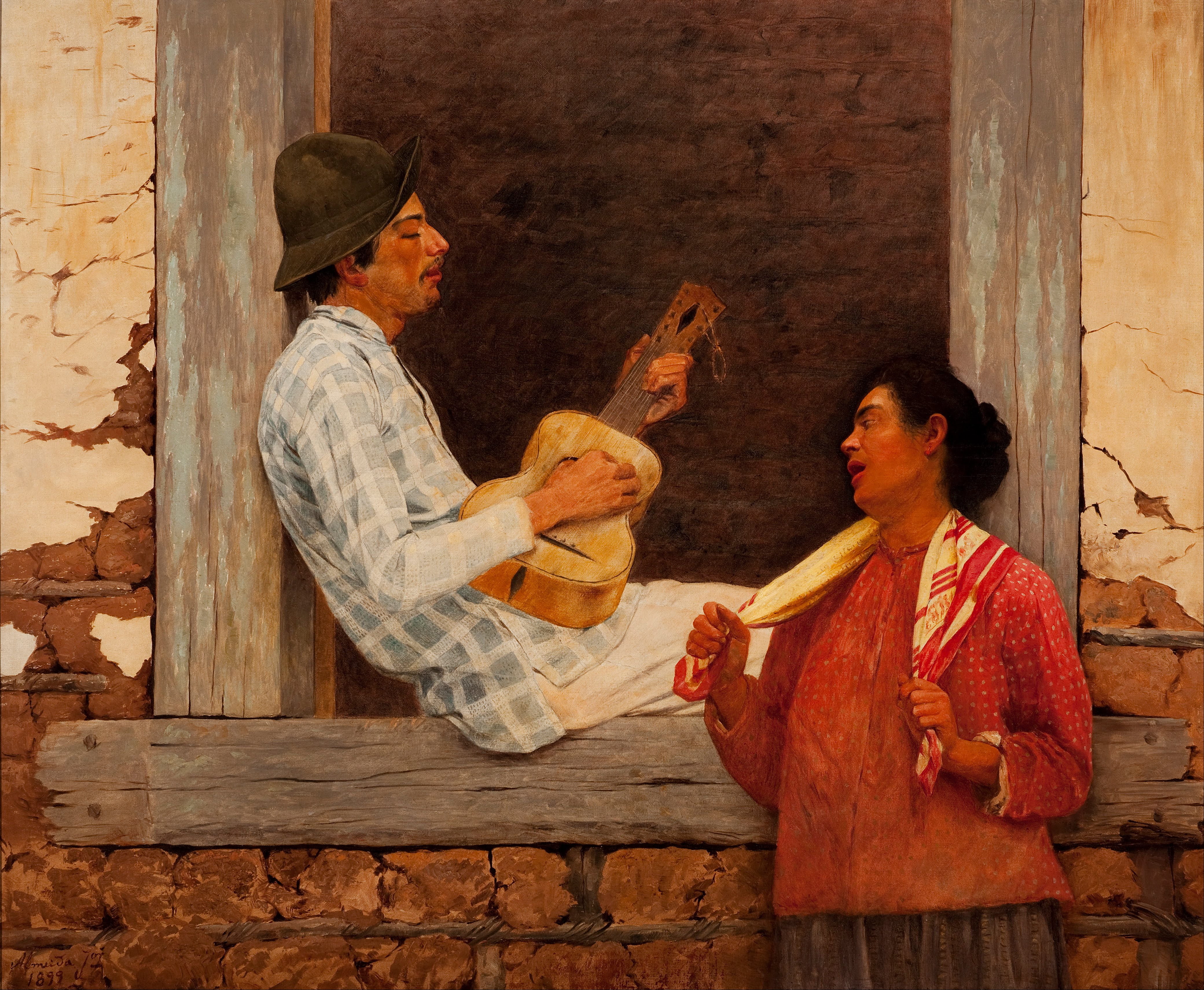
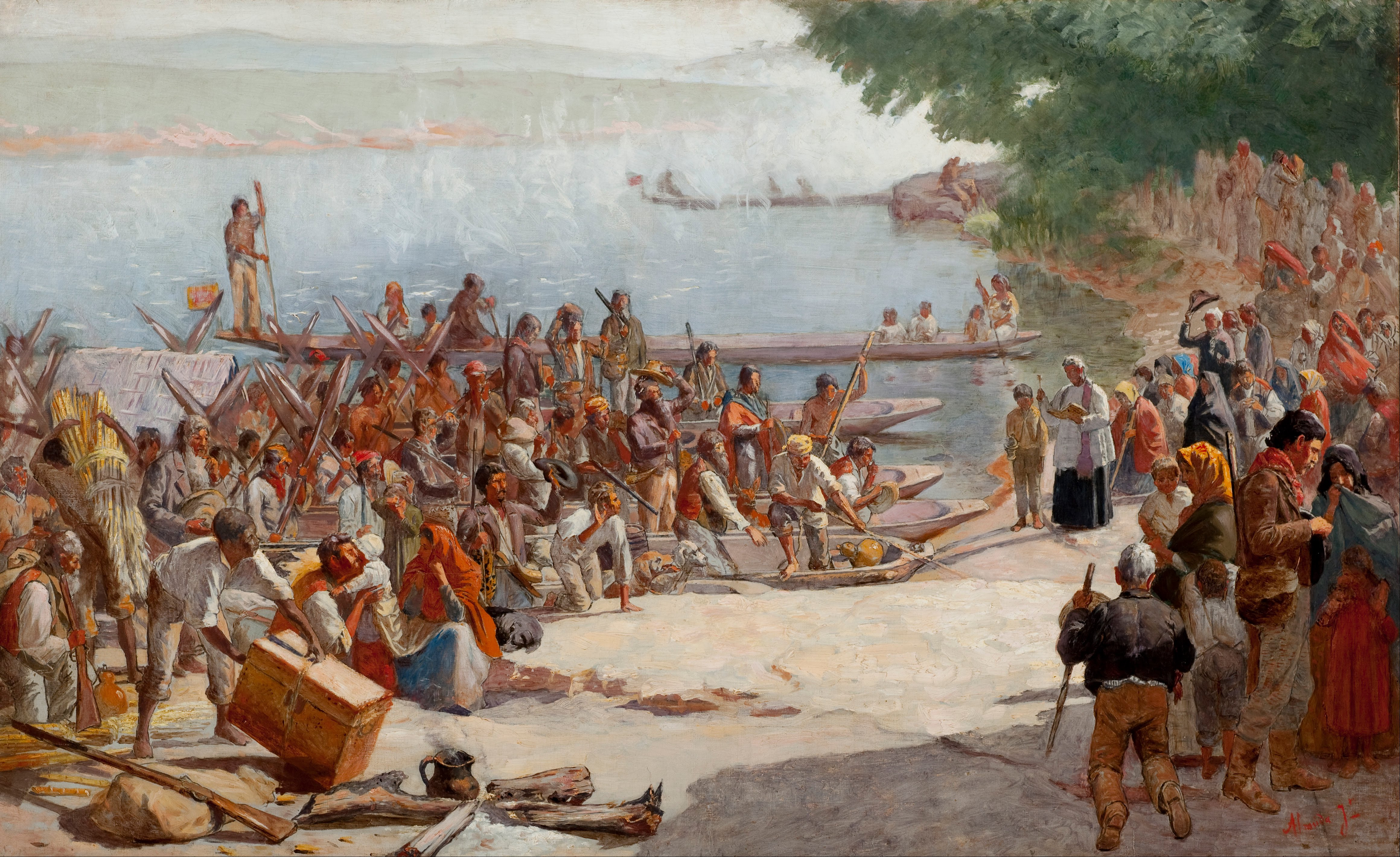
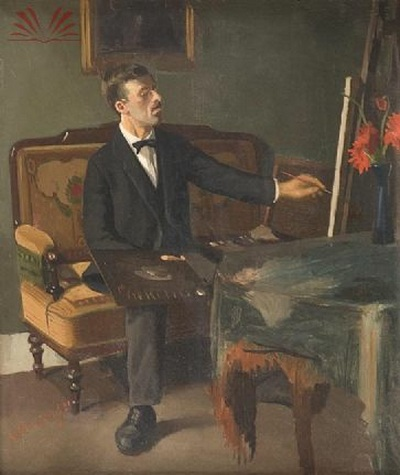
۱۸۹۱ م.
پیناکوتکای سائو پائولو